# Gorla Maggiore
Gorla Maggiore är en ort och kommun i provinsen Varese i regionen Lombardiet i Italien. Kommunen hade 4 942 invånare (2018).